# Paula Mairer
Paula Mairer est une athlète autrichienne, née le 6 mars 1959, adepte de la course d'ultrafond, spécialisée dans les courses de plusieurs jours et détentrice de plusieurs records du monde.

## Biographie
Paula Mairer est détentrice de plusieurs records du monde toujours actuels, dont les 1 000 km sur route et 1 300 miles sur route. Elle détient également plusieurs records du monde de courses à reculons – 5 km, 10 km, semi-marathon et marathon,,.

## Records du monde
- 1 000 km route : 7 j 16 h 8 min 37 s à l'Ultra Trio 700 Mile Race Sri Chinmoy de New York en 2002 (1 000 km spilt)[3],[5]
- 700 miles route : 8 j 15 h 34 min 13 s à l'Ultra Trio 700 Mile Race Sri Chinmoy de New York en 2002[3],[6]
- 1 300 miles route : 17 j 21 h 13 min 39 s à l'Ultra Trio 1300 Mile Race Sri Chinmoy de New York en 2001[3],[7]
- 3 100 miles route : 49 j 7 h 52 min 24 s aux 3100 Mile Race Self-Transcendence de New York en 2015[8] (56 ans)[3]

À noter que les records du monde des 1 000 km route et 1 300 miles route sont toujours en vigueur en 2019.

## Records personnels
Statistiques de Paula Mairer d'après la Deutsche Ultramarathon-Vereinigung (DUV) :
- 50 km route : 5 h 18 min 20 s aux 6 h SCMT de Nuremberg en 2010 (50 km split)
- 100 km route : 10 h 24 min 2 s aux 100 km Self-Transcendence de Vienne en 2003
- 6 heures route : 62,141 km aux 6 h SCMT de Nuremberg en 2010
- 12 heures route : 106,440 km aux 12 h Self-Transcendence de Bâle en 1994
- 24 heures route : 186,062 km aux 24 h Self-Transcendence de Bâle en 2000
- 48 heures route : 316,870 km aux 48 h Self-Transcendence de Cologne en 2001
- 6 jours route : 788,579 km à l'Ultra Trio 700 Mile Race Sri Chinmoy de New York en 2002